# Josh Gad
Joshua Gad (* 23. února 1981) je americký filmový, televizní, divadelní a dabingový herec. Narodil se na Floridě ve městě Hollywood. Je židovského původu. V roce 1999 dostudoval univerzitu v USA na Floridě. Od roku 2002 pracuje jako filmový a televizní herec. V roce 2009 hrál v seriálu The Daily Show. V roce 2013 daboval postavu sněhuláka Olafa v animovaném filmu Ledové království. Roku 2017 si zahrál ve filmu Kráska a zvíře Gastonova přítele Le Fou.